# Mistrzostwa Świata Juniorów w Łyżwiarstwie Synchronicznym 2020
Mistrzostwa świata juniorów w łyżwiarstwie synchronicznym 2020 – zawody rangi mistrzowskiej w łyżwiarstwie synchronicznym w kategorii juniorów, które odbywały się od 13 do 14 marca 2020 w hali Motorpoint Arena w Nottingham. Tytuł mistrzowski zdobył Team Fintastic z Finlandii.
Zawody odbyły się pomimo pandemii COVID-19 na świecie, która była powodem odwołania innych zawodów mistrzowskich w łyżwiarstwie tj. marcowych mistrzostw świata w łyżwiarstwie figurowym i kwietniowych mistrzostw świata w łyżwiarstwie synchronicznym. 13 marca 2020 roku Stany Zjednoczone wycofały z udziału w mistrzostwach swoich reprezentantów. Obie formacje – Skyliners i Team Elite pomimo tego, że przybyły do Nottingham kilka dni wcześniej, w trybie natychmiastowym wróciły do swojego kraju ze względów bezpieczeństwa. Oprócz amerykańskich drużyn z zawodów wycofały się grupy z Włoch, Francji oraz Japonii. Hiszpańska formacja Mirum wycofała się po programie krótkim i wróciła do swojego kraju.

## Wyniki
| Poz. | Formacja          | Reprezentacja   | Nota łączna | SP | SP    | FS  | FS     |
| ---- | ----------------- | --------------- | ----------- | -- | ----- | --- | ------ |
| 1    | Team Fintastic    | Finlandia       | 205,94      | 3  | 73,79 | 1   | 132,15 |
| 2    | Junost            | Rosja           | 205,23      | 1  | 76,09 | 3   | 129,14 |
| 3    | Crystal Ice       | Rosja           | 200,09      | 2  | 75,93 | 4   | 124,16 |
| 4    | Team Mystique     | Finlandia       | 200,05      | 4  | 69,72 | 2   | 130,33 |
| 5    | NEXXICE           | Kanada          | 187,40      | 5  | 66,18 | 5   | 121,22 |
| 6    | Les Suprêmes      | Kanada          | 173,33      | 6  | 62,42 | 6   | 110,91 |
| 7    | Team Spirit       | Szwecja         | 145,41      | 8  | 49,90 | 7   | 95,51  |
| 8    | Team Seaside      | Szwecja         | 135,61      | 7  | 50,60 | 8   | 85,01  |
| 9    | Team Ice Fire     | Polska          | 122,39      | 9  | 41,39 | 9   | 81,00  |
| 10   | Team Icicles      | Wielka Brytania | 105,67      | 11 | 33,11 | 10  | 72,56  |
| 11   | Harmonia          | Czechy          | 104,48      | 10 | 34,29 | 11  | 70,19  |
| 12   | Team Magic        | Węgry           | 97,21       | 14 | 29,06 | 12  | 68,15  |
| 13   | Iceskateers Elite | Australia       | 92,21       | 13 | 29,22 | 13  | 62,99  |
| 14   | Team Berlin       | Niemcy          | 87,83       | 12 | 31,70 | 15  | 56,13  |
| 15   | Illuminettes      | Holandia        | 85,79       | 15 | 28,89 | 14  | 56,90  |
| 16   | Zagreb Snowflakes | Chorwacja       | 80,43       | 16 | 25,61 | 17  | 54,82  |
| 17   | Starlight         | Szwajcaria      | 80,40       | 17 | 25,58 | 16  | 54,82  |
| 18   | Team Amorice      | Turcja          | 67,55       | 18 | 18,48 | 18  | 49,07  |
| WD   | Team Mirum        | Hiszpania       | 16,33       | 19 | 16,33 | DNS | DNS    |